# La Panthère des Batignolles
La Panthère des Batignolles est un groupe anarchiste français du 17e arrondissement de Paris, plus précisément du quartier des Batignolles. Le groupe est fondé en 1882, mais est actif dans toutes les années 1880. Il regroupe une dizaine de militants anarchistes, dont plusieurs célébrités de leur temps.

## Création et activités
L'annonce de la création du groupe est fait en grande pompe dans L'Étendard révolutionnaire, journal anarchiste lyonnais, le 15 octobre 1882 :

« Jusqu'à ce jour, les anarchistes des Batignoles s'étaient contentés de se faire inscrire dans les divers groupes de Paris. [...] Mais aujourd'hui qu'il est plus que jamais nécessaire de faire tête a tous les exploiteurs, à tous les marchand d'Orviétan politique et social, à tous les fauteurs de suffrages universelles, et autres voleries gouvernemental, les anarchistes de Batignoles assez nombreux pour former un groupe important inscrive immédiatement après leur titre : La Panthère des Batignoles - l'ordre du jour suivant : De la confection des bombes à main. »

L’ordre du jour de la première réunion « confection des bombes à main », fait figurer, en une seule phrase révélatrice, les idées en cours dans certains milieux anarchistes de l’époque. Des tombolas sont organisées, avec des armes pour lots principaux. Il est annoncé, pour le futur, une série de conférences anarchistes,.
Le groupe ne se dévoile pas énormément, eux-mêmes précisent que « Les lieux de réunions du groupe ne seront pas livrés à la publicité ».

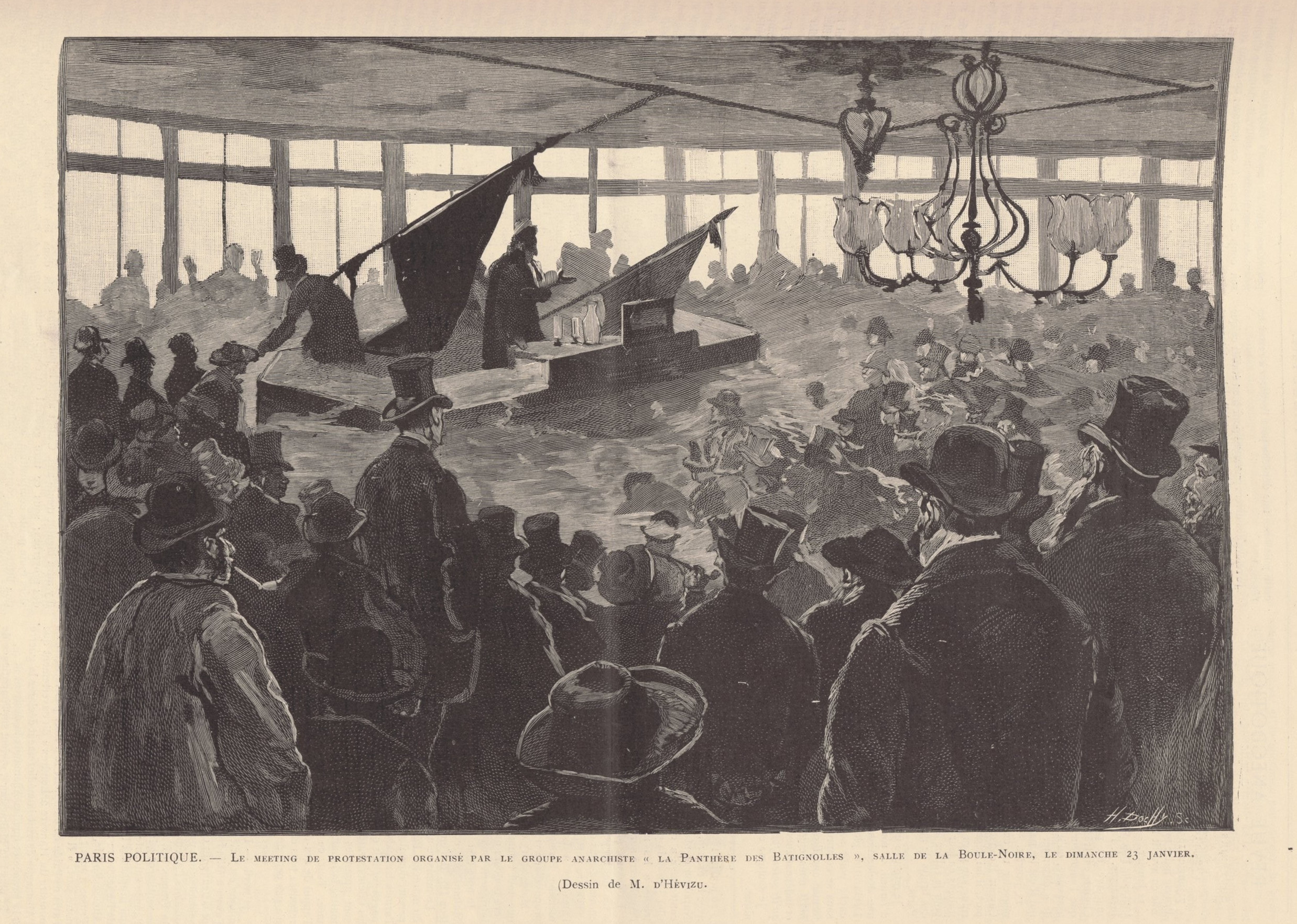
Le meeting de protestation, organisé par « La Panthère des Batignolles », salle de la Boule noire, le dimanche 23 janvier 1887 - (Le Monde illustré 5 février 1887. Gallica.)

En 1884, Louise Michel et le groupe de La Panthère des Batignolles tiennent un meeting, dans la salle de réunion du 8, rue de Lévis dans le quartier des Batignolles. Le thème est : « De l’entente des travailleurs du monde entier contre les gouvernements et le capital ». Le Petit Journal, du 8 décembre 1884, évoque la teneur des interventions: « Les participants, encore exaltés par l’esprit de la Commune, appelèrent à l’extermination de la bourgeoisie ». À la tribune  l'anarchiste Druelle proclame : « Entrez dans les boulangeries, les magasins, entrez partout. Tout vous appartient ». Les forces de l'ordre doivent intervenir à l'issue de la manifestation pour maintenir l'ordre,.
En janvier 1887, Louise Michel prend la parole au meeting organisé dans la salle de la Boule noire par le groupe de La Panthère des Batignolles pour défendre Clément Duval membre du groupe. En effet, Duval est condamné à mort après un cambriolage et avoir blessé un policier ultèrieurement. Elle considère que son action est « un fait de guerre sociale qui se reproduira des milliers de fois ». Elle appelle à manifester place de la Roquette en criant « vive l’anarchie! ». 
Joseph Tortelier, également membre de La Panthère, participe à cette manifestation ,.
Le journaliste Albert Wolff évoque dans son ouvrage Mémoires d'un Parisien : La gloriole, publié en 1888, l'« Anarchiste parisien » en donnant comme exemple le groupe de La Panthère des Batignolles. Il décrit les membres de La Panthère comme étant « une poignée de bêtes dangereuses ». Pour Albert Wolff, ceux qui possèdent quelque chose, qu'ils appartiennent à la classe dirigeante ou au monde ouvrier, s'y opposeront toujours. Il est donc inutile d'en avoir peur, les membres du groupe termineront au bagne ou devant le bourreau .

## Membres
Clément Duval,,, anarchiste illégaliste, fut l'un de ses animateurs les plus connus, avec Ritzerfeld A.. L'auteur Georges Darien rejoint La Panthère des Batignolles avant de devoir quitter Paris pour vivre à l'étranger dans les années 1890. 
D'autre noms de membres sont connus, comme : Eugène Caron (cordonnier), Victor Ricois (employé), Georges Roussel (marchand de journaux), Joseph Decker et Louis Duprat (ouvriers tailleurs),, Gustave Didier (mécanicien), Adrien Grenotte (cordonnier), Boiry, Molas, Jeanpierre, Graillat, Charles-Louis Willems, Vinot, Lapierre ou Le Bolloch. Les anarchistes Joseph Tortelier et Alexandre Tennevin suivent les réunions de La Panthère,, Joseph Tortelier adhère au groupe en 1884.
Danièle Rousseau-Aicardi, ancienne présidente du musée de Montmartre de 2004 à 2009, indique dans son ouvrage de 2023 consacré à l'histoire du quartier des Batignolles que l'anarchiste Louise Michel est membre de La Panthère des Batignolles.

## À voir